# Gustavo Viera
Gustavo Agustín Viera Velázquez (Asunción, Paraguay; 28 de agosto de 1995) es un futbolista paraguayo. Juega como mediocentro y su equipo actual es Sportivo Trinidense de la Primera División de Paraguay.

## Carrera
Viera jugó en su carrera juvenil en Libertad, antes de pasar al Rubio Ñu . Hizo su debut profesional con el club en 2012 y permaneció allí hasta 2014. En agosto de 2014 se trasladó al Corinthians de Brasil.  A pesar de ser ya jugador profesional, Viera fue trasladado al equipo juvenil del Corinthians. El volante central marcó el gol de la victoria en la final del Campeonato Brasileiro Sub-20 ante el Atlético Paranaense y fue elegido mejor jugador del torneo. 

## Selección nacional
Fue convocado por la Selección de fútbol sub-20 de Paraguay para jugar el Campeonato Sudamericano Juvenil de Fútbol 2015, donde jugó siete partidos como titular. 

#### Participaciones en juveniles
| Competición                  | Sede    | Resultado      | Part. | Goles |
| ---------------------------- | ------- | -------------- | ----- | ----- |
| Sudamericano Sub-20 2015     | Uruguay | Sexto Lugar    | 7     | 1     |
| Esperanzas de Toulon de 2016 | Francia | Fase de grupos | 4     | 0     |

## Clubes
| Club                 | País     | Año       |
| -------------------- | -------- | --------- |
| Rubio Ñu             | Paraguay | 2012-2014 |
| S. C. Corinthians    | Brasil   | 2015      |
| Rubio Ñu             | Paraguay | 2016-2017 |
| Independiente FBC    | Paraguay | 2018      |
| Sportivo San Lorenzo | Paraguay | 2019-2020 |
| Sportivo Luqueño     | Paraguay | 2021      |
| Carlos A. Mannucci   | Perú     | 2022-2024 |
| Sportivo Trinidense  | Paraguay | 2025-     |

## Palmarés

### Campeonatos nacionales
| Título  | Club        | Año  |
| ------- | ----------- | ---- |
| Serie A | Corinthians | 2015 |